# Culex antillummagnorum
Culex antillummagnorum är en tvåvingeart som beskrevs av Dyar 1928. Culex antillummagnorum ingår i släktet Culex och familjen stickmyggor.
Artens utbredningsområde är Kuba. Inga underarter finns listade i Catalogue of Life.